# RCW 79
RCW 79 è una nebulosa a emissione visibile nella costellazione australe del Centauro.
Appare come una nube dalla forma rozzamente circolare situata nella parte meridionale della costellazione, immersa nei ricchi campi stellari della Via Lattea australe. Data la sua declinazione fortemente australe, la sua osservazione è possibile solo dalle regioni dell'emisfero australe terrestre e da quelle tropicali dell'emisfero boreale; dall'emisfero sud appare circumpolare fino alle latitudini subtropicali. Il periodo più indicato per la sua osservazione nel cielo serale va da marzo ad agosto.
Si tratta di una regione H II di forma anulare che circonda la stella responsabile della ionizzazione dei suoi gas, una stella blu di sequenza principale con classe spettrale O9.5V; la sua distanza, determinata inizialmente attorno ai 4000 parsec (13000 anni luce), è stata in seguito ricalcolata e portata a circa 5300±400 parsec (quasi 17300 anni luce). Uno studio del 2003 la colloca invece a circa 4300 parsec, riprendendo così più da vicino la stima precedentemente fatta.
RCW 79 possiede un'età di circa 1,6 milioni di anni, appare circondata da un disco di polveri e presenta al suo interno evidenze dell'attività di formazione stellare; sul lato sudorientale della nube è presente la sorgente di radiazione infrarossa IRAS 13374-6130, che coincide con una regione H II compatta, non osservabile in Hα, costituita a sua volta da alcune componenti, facenti parte di un piccolo ammasso aperto in formazione. È presente anche un maser con emissioni sulla lunghezza d'onda del metanolo, dell'idrossido e dell'acqua, oltre ad alcune piccole condensazioni che potrebbero coincidere con giovani ammassi di oggetti stellari giovani di Classe I. La formazione stellare in questa nube potrebbe essere stata causata da una serie di fenomeni di collasso indotti dalla pressione e sta generando, specialmente sui bordi esterni, stelle di grande massa.